# Неравенство и здравеопазване
Неравенството в здравеопазването или още здравни несъизмерности са неравенства в достъпа до здравната система, до адекватна грижа за здравето и цялостни пропуски в качеството на здравната грижа поради етнически, расови, културни, свързани със сексуална ориентация, възрастта и дори свързани със социоикономическия статут (понякога зависим и от предните) причини.
Неравенствата са дефинирани от американската организация Администрация на здравни ресурси и услуги (АЗРУ) като „зависими от популацията различия в заболявания, здравни резултати и последствия или достъп до здравна грижа“.
Изследванията в САЩ например документират неравенства по отношение на малцинства като афроамериканците, етническите американци (по произход индианци), азиатските американци и латиноамериканците. Като са сравнявани с белите американци тези малцинстввени групи по-често разпространение на хронични заболявания, по-висока смъртност и по-слаби резултати в подобряване на здравето.

## Етнически и расови неравенства
Има продължаващ дебат върху конкретните прични, които предизвикват неравенство в здравеобслужването и все пак като цяло се приема, че неравенствата са резултат от следните основи области:
1. Лични, социоикономически и тези на средата характеристики на различните етнически и расови групи, като например фактът, че някои етнически и расови малцинства живеят в по-бедни райони и/или имат по-ограничени финансови възможности.
2. Бариерите, които определени етнически и расови групи срещат, когато се опитат да получат здравна помощ и
3. Качеството на здравното обслужване, което се различава по отношение на неговото предоставяне за различните етнически и расови групи.

Що се отнася до етническите и расови малцинства се оказва, че най-голямо значение има въобще достъпът до здравеопазване. Също и качеството на здравно обслужване.

## Неравенства дължащи се на пола
Според изследвания специално в САЩ жените имат по-често здравни застраховки и като цяло получават по-добра здравна помощ. В същото време това не изключва фактът, че жените могат да бъдат обект на дискриминативно, унизително и т.н. отношение в здравеобслужването.

## Неравенства по отношение на ЛГБТ групата
Макар обичайно под дискриминиращо неравенство да се имат предвид етническите и расови групи, ЛГБТ групата бива обект на неравенство. Освен като малцинствена група по отношение на сексуалната ориентация, ЛГБТ групите имат много често и своя различна култура, което ги прави обект и на културна дискриминация. Тук основните проблеми са достъп до здравеопазването особено за трансджендър хората, хетеронормативно и дискриминиращо отношение, непознаване на специфичните за групата оплаквания, дължащо се на игнориране на въпросите на ЛГБТ, некоректно вербално и цялостно отношение при споделяне на ориентацията, и резултиращи от това нежелание и отлагане на необходимата здравна консултация или помощ от страна на ЛГБТ групите. Особено в САЩ един от основните проблеми в здравната сфера е отказ от признаване на ролята на партньора и отстраняването му като информираност и т.н. Също игнориране на законите, които целят да имунизират здравната помощ от правонарушения поради дискриминация върху ЛГБТ хора.

## Неравенства на достъп
1. Липса на здравно осигуряване (САЩ – здравна застраховка)
2. Липса на регулярно здравно осигуряване
3. Липса на финансови ресурси
4. Правни бариери (ЛГБТ партньори, нелегални имигранти)
5. Структурни бариери – лош транспорт, твърде много време прекарано в чакане пред кабинета, които допринасят за нежеланието на пациента да търси здравна помощ
6. Финансова система на здравеопазването – предимно САЩ – малцинствата получават по-лоши здравни застраховки
7. Липса на професионалисти и звена, които предлагат здравна помощ – слабонаселени, извънградски райони
8. Езикови бариери – що се отнася до нелегалните имигранти в САЩ
9. Липса на разнообразие и среда на мултикултурализъм сред здравните работници, липса на различно етническо и расово представителство и въобще на представителство на малцинствени групи (в САЩ едва 4% от здравните работници са афроамериканци, подобно изследване изобщо няма направено за ЛГБТ)
10. Възраст. Възрастта може по различни начини да бъде фактор за неравенство.

## Неравенства в качеството на здравното обслужване
Здравни неравенства в качеството на грижата към различните малцинствени групи може да включват:
- Проблеми с комуникацията. Комуникацията е от основно значение за предоставянето на подходящо и ефективно лечение и грижа, така че недобрата комуникация (особено когато пациентът не говори добре езика) може да доведе до неправилна диагноза, неправилна употреба на медикаменти, невъзможност да се получи проследяваща грижа. Тук става дума за неговорещите националния език популации в дадена страна, при което е налице езикова бариера. В САЩ например това налага нуждата от включването на преводач при визитите, когато става дума за неанглоговорещи. Друг тип комуникативни проблеми, които обаче не произтичат от езикова бариера, са тези по отношение на ЛГБТ групите, когато в общуването с тях се употребява хетеросексистки (съзнателен или не) маниер, липса на разбиране на въпросите, като неправене на секс с мъже (например при лесбийки и техните гинекологични прегледи) и други въпроси.

- Дискриминация на обезпечаващия. Това е, когато обезпечаващите в здравеопазването независимо дали съзнателно или несъзнателно третират расови и етнически пациенти различно от други пациенти. Тук например що се отнася до афроамериканците в САЩ има критика по отношение на това, че клиничните решения не винаги отразяват факта, че афроамериканците имат по различни групи заболявания отколкото други етнически популации. Дискриминация на обезпечаващия може да бъде видяна в третирането по по-лош начин на ЛГБТ пациенти и може да бъде резултат от дискриминативно, проявяващо по-малко разбиране, както и липса на информираност по ЛГБТ въпросите (в медицински аспект).

## Преустановяване на неравенствата в здравеопазването
Има различни методи, предложени за преустановяване или намаляване значително на неравенствата в здравеопазването, като според Агенцията за изследване и качество на здравеопазването (АИКЗ), която е част от Американския отдел за здравни и човешки услуги, за намаляване на неравенствата здравната система трябва да има предвид следните културно-компетентни техники:
- Преводачески услуги. Ако агенциите подемат активен подход към наемане на професионални преводачи, както за пациентите, които говорят чужди езици, така и за тези със слухови увреждания, комуникативната бариера ще започне да намалява.
- Наемане и ангажиране. Здравните системи трябва да са по-съзнателни за екипите в техните помещения и т.н. Съществено за намаляване на неравенствата е повечето малцинствени групи да бъдат представени в различни здравни кабинети и клиники.
- Обучение. АИКЗ набляга на важността професионалистите в здравеопазването да получават необходимия тренинг и обучение за работа от една страна с преводачи, а от друга – с групи от малцинствата.
- Координираност с традиционните лечители (в случаите, в които някои малцинства се обръщат към такива). Здравните работници трябва да са подкрепящи и способни да приспособят здравните планове в отношение на културните вярвания към традиционните здравни практики.
- Използване на общностни здравни работници. Те трябва да са отговорни за убеждаване и довеждане на популация от хора, които рядко търсят здравна помощ.
- Културно компетентно здравно помагане. Информацията за това трябва да бъде налична и достъпна чрез общностните здравни семинари.
- Включване на семейни и/или общностни членове. АИКЗ заявява, че особено тази културна компетентност може да бъде от съществено значение за постигане на съгласие и приобщаване към лечението.
- Изследване на другата култура. Това означава да си позволиш да стъпиш извън своята комфортна зона и да навлезеш в друго културно поле, което би ти позволило да увеличиш своята толерантност за друга култура, както и може да повиши собственото разбиране за нови и различни идеали и вярвания.
- Административни и организационни помещения. Този аспект се отнася до локализацията на места за здравна помощ, клинични часове и т.н. в съответствие с нуждите на малцинствата.